# Keep of Kalessin
Keep of Kalessin är ett black metal-band från Trondheim i Norge, som bildades 1994 under namnet Ildskjær. Debutalbumet Through Times of War gavs ut 1997. För albumet Armada nominerades Keep of Kalessin 2006 till norska Spellemannprisen i kategorin metal. Det femte fullängsdalbumet, Reptilian, gavs ut i maj 2010.
Bandets namn är inspirerat av Ursula K. Le Guins fantasysvit om Övärlden där Kalessin är den åldrige draken som bär upp hela övärlden.

## Historia
Gruppen Keep of Kalessin bildades 1994 under namnet Ildskjaer av sångaren Ghâsh och gitarristen Arnt Ove "Obsidian C." Grønbech. Trummisen Vegard "Vyl" Larsen och basisten Øyvind "Warach" Westrum gick med lite senare. Gruppen har fått mycket av sin inspiration från fantasyböckerna av Ursula K. Le Guin. Med detta konceptet som idé spelade gruppen in sin första demo, Skygger av Sorg, på hösten 1996. Bandet hade problem att hitta ett bra replokal vilket i sin tur ledde till att det blev dålig sammanhållning musikaliskt sett. Tio olika skivbolag och tidningsmagasin fick demon och fast att den var dåligt inspelad var gensvaret positivt, vilket ledde till att gruppen fick skivkontrakt med italienska Avantgarde Music. Debutalbumet Through Times of War spelades in sommaren 1997 i Brygga studios i Trondheim. 
Några år senare, efter några spelningar runt om i Norge tillsammans med Bloodthorn, släppte kvartetten sitt andra fullängdsalbum, Agnen: A Journey Through the Dark, 1999. Bandet spelade återigen in plattan i Brygga studio. Med detta album tog gruppen mycket distans från den nu trendiga norska black metal-stilen, gruppen tog istället influenser från thrash metal och death metal-genrerna vilket i sin tur skapade snarare ett svenskt-orienterat ljud. Bandet hade dock inte glömt sina rötter och deltog i Mayhems hyllningsplatta, A Tribute To Mayhem: Originators Of The Northern Darkness som gavs ut av Avantgarde Music. Bandets bidrag var en tolkning av "Buried by Time and Dust". År 2000 splittrades Keep of Kalessin, men det stoppade inte gitarristen och låtskrivaren Arnt Ove "Obsidian C." Gronbech. Han fortsatte att göra musik i Keep of Kalessin-stil och utvecklade sin egen stil ännu mer. Under tiden sökte han en ny trummis. Det gick nästan tre år tills han fick en förfrågan att gå med i Satyricon där Kjetil-Vidar "Frost" Haraldstad är trummis. Frost lyssnade igenom det nya materialet Obsidian C. hade komponerat och tackade ja till att vara trummis på Keep of Kalessins nya EP. Gronbechs turnerande med Satyricon ledde till att han kom i kontakt med Attila Csihar som hade stått för sången på Mayhems platta De Mysteriis Dom Sathanas. Trion släppte EP:n Reclaim året 2004 vilket ledde till att Keep of Kalessin fick ny energi, men på grund av avståndet mellan Frost, Attila och Obsidian C. kunde inte banduppsättningen hålla länge.
Eftersom turnerandet prioriteras mest av Obsidian C. behövde han ha fulltidsmedlemmar så han rekryterade den gamle trummisen Vegard "Vyl" Larsen igen, samt Robin "Wizziac" Isaksen på bas och sångaren Torbjørn "Thebon" Schei. Bandets tredje fullängdsalbum, Armada, fick ett gott mottagande. Bandetgenomförde fyra turnéer med Exodus, Hypocrisy, Carpathian Forest, Satyricon och Enslaved i efterdyningarna av albumets uygivning. Gruppens nästa fullängdsalbum, Kolossus, spelades in i bandets egen studio i Trondheim. Alla låtar som är med på albumet spelades in utan någon sorts klippning eller kopiera/klistra in teknik.

### Melodi Grand Prix 2010
8 januari 2010 vann Keep of Kalessin tillsammans med Maria Haukaas Storeng första delfinalen i Norsk Melodi Grand Prix 2010, och skapade därmed Grand Prix-historia genom att bli första metalband som deltar i den norska finalen. "The Dragontower", sången Keep of Kalessin deltog med, är komponerad av Arnt Grønbech och texten är av Keep of Kalessin.

## Medlemmar
Nuvarande medlemmar
- Obsidian Claw (Arnt Ove Grønbech) – basgitarr (1995), gitarr, synthesizer (1995–2000, 2003– ), sång (2013– )
- Wizziac (Robin Isaksen) – basgitarr (2004– )
- Wanja "Nechtan" Gröger – trummor (2019– )

Tidigare medlemmar
- Warach (Øyvind Westrum) – basgitarr (1995–2000)
- Ghâsh (Magnus Hjertaas) – sång (1995–2000)
- Vyl (Vegard Larsen) – trummor (1995–2000, 2004–2016)
- Kesh – basgitarr (2003–2004)
- Frost (Kjetil-Vidar Haraldstad) – trummor (2003–2004) (nu i Satyricon och 1349)
- Attila Csihar – sång (2003–2004) (nu i Mayhem)
- Thebon (Torbjørn Schei) – sång (2004–2013)

Bidragande musiker
- Cernunnus (Tor-Helge Skei) – basgitarr (live/session)
- Olivier Beaudoin – trummor (2011)
- Sondre Drangsland – trummor (live, 2013, 2015)

## Diskografi
Demo
- Skygger av sorg (1996)

Studioalbum
- Through Times of War (1997)
- Agnen: A Journey Through the Dark (1999)
- Armada (2006)
- Kolossus (2008)
- Reptilian (2010)
- Epistemology (2015)

EP
- Reclaim (2003)
- Introspection (2013)
- Heaven of Sin (2016)

Singlar
- "The Dragontower" (2010)
- "The Divine Land (2011 edit)" (2011)